# Trott Park
Trott Park är en del av en befolkad plats i Australien. Den ligger i kommunen Marion och delstaten South Australia, omkring 17 kilometer söder om delstatshuvudstaden Adelaide. Antalet invånare är 2 969.
Runt Trott Park är det tätbefolkat, med 550 invånare per kvadratkilometer.. Närmaste större samhälle är Adelaide, omkring 17 kilometer norr om Trott Park.
Runt Trott Park är det i huvudsak tätbebyggt. Genomsnittlig årsnederbörd är 729 millimeter. Den regnigaste månaden är juni, med i genomsnitt 133 mm nederbörd, och den torraste är december, med 21 mm nederbörd.